# Naturpark Hirschwald
Naturpark Hirschwald er en naturpark i regierungsbezirk Oberpfalz i den tyske delstat Bayern. Den omfatter et areal på 27.760 hektar og blev oprettet 18. december 2006 som den 17. bayerske naturpark. Den bliver drevet af en forening „Naturparkverein Hirschwald e.V.“.

## Landskabet
Naturparken ligger i midten af Oberpfalz og omfatter dele af Landkreis Amberg-Sulzbach og den kreisfri by Amberg.
49°22′02″N 11°52′19″Ø / 49.3672°N 11.8719°Ø